# Poplarville
Poplarville ist eine Stadt im US-Bundesstaat Mississippi und Sitz der Countyverwaltung (County Seat) des Pearl River Countys. Das U.S. Census Bureau hat bei der Volkszählung 2020 eine Einwohnerzahl von 2833 ermittelt. 
Poplarville besitzt eine geringe Kriminalitätsquote. Für Schüler gibt es die Möglichkeit die lokale High School oder das Pearl River Community College zu besuchen.
Die Geschichte der Stadt geht bis auf 1879 zurück, wo das örtliche Postamt von „Poplar“ Jim Smith gegründet wurde. Dieser gab der Stadt auch ihren charakteristischen Namen. 1884 wurde Poplarville dann vom Staat Mississippi als eigenständige Verwaltungseinheit akzeptiert.
In der Stadt gibt es eine Vielzahl von Kirche. So befinden sich in Poplarville zum Beispiel Baptisten, Methodisten, Katholiken, Holiness Church und die Assembly of God.
Der ZIP-Code für die Picayune-Metro-Area, in welcher der Ort liegt, ist 39470. Lokale Zeitungen sind der Poplarville Democrat sowie andere kommerzielle Blätter.

## Geschichte
- Theodore G. Bilbo (1877–1947), Politiker der Demokratischen Partei, wurde hier geboren.
- Am 24. April 1959, wurde Mack Charles Parker, ein Afroamerikaner von einem Lynchmob ermordet.
- Am 29. August 2005 wurde die Stadt durch den Hurrikan Katrina heimgesucht.